# Senyubuk
Senyubuk is een bestuurslaag in het regentschap Belitung Timur van de provincie Bangka-Belitung, Indonesië. Senyubuk telt 3810 inwoners (volkstelling 2010).